# حصب الشيطان (المضاربة والعارة)

تعديل مصدري - تعديل

حصب الشيطان هي إحدى قرى عزلة المضاربة بمديرية المضاربة والعارة التابعة لمحافظة لحج، بلغ تعداد سكانها 235 نسمة حسب تعداد اليمن لعام 2004.